# Altenbachtal und Galgenberg
Das Natur- und Landschaftsschutzgebiet Altenbachtal und Galgenberg liegt auf dem Gebiet der Gemeinden Malsch (bei Heidelberg) und Mühlhausen (Kraichgau) und der Stadt Rauenberg im Rhein-Neckar-Kreis in Baden-Württemberg.
Das Naturschutzgebiet erstreckt sich südlich der Kernstadt Rauenberg und nordöstlich des Kernortes Malsch zu beiden Seiten der B 39. Unweit südlich verläuft die Landesstraße L 546. Das gleichnamige Landschaftsschutzgebiet ergänzt das NSG als Pufferbereich in den Randgebieten und vernetzt außerdem die isoliert liegenden Naturschutzgebietsteile.

## Bedeutung
Für Malsch, Mühlhausen und Rauenberg ist seit dem 21. Dezember 1998 ein 116,1 ha großes Gebiet unter der Kenn-Nummer 2.215 als Naturschutzgebiet ausgewiesen. Es handelt sich um „naturnahe Standorte der Talaue von Waldangelbach und Altenbach und ihre Randbereiche als Voraussetzung für die spezielle, vielfältige Feuchtgebietsvegetation.“ Es sind
- durch Gebüsche gut strukturierte und durch Hangsickerwasser und Hangquellen feuchte Wiesenbereiche;
- trockene Hänge mit einem Mosaik aus Halbtrockenrasen, Streuobstwiesen, Hecken, Hangterrassen und Lößböschungen;
- Wälder mit einem hohen Maße naturnaher und gut ausgebildeter Waldgesellschaften;
- ein durch Abbau von Löß entstandener Sekundärbiotop;
- eine Vielzahl von an feuchte und trockene Biotope gebundene Pflanzen- und Tiergesellschaften.[1]